# Sierolomorpha
Sierolomorpha is een geslacht van vliesvleugeligen. Dit is het enige geslacht binnen de familie Sierolomorphidae. De meesten van de beschreven soorten komen voor in Noord-Amerika en Noordoost Azië; mogelijk zijn er enkele waarnemingen uit onder andere Midden-Amerika, Brazilië en Madagaskar.
Ze zijn zeldzaam en er is weinig over ze bekend. Bij enkele soorten hebben de vrouwtjes geen vleugels. Vermoed wordt dat ze ectoparasitoïd zijn.

## Soorten
- Sierolomorpha apache Evans, 1961
- Sierolomorpha atropos Nagy, 1971
- Sierolomorpha barri Miller, 1986
- Sierolomorpha bicolor Evans, 1961
- Sierolomorpha brevicornis Evans, 1961
- Sierolomorpha canadensis (Provancher, 1888)
- Sierolomorpha isis Nagy, 1971
- Sierolomorpha nigrescens Evans, 1961
- Sierolomorpha similis Evans, 1961
- Sierolomorpha sogdiana Lelej & Mokrousov, 2015[2]
- Sierolomorpha trjapitzini Lelej & Mokrousov, 2018[3]